# Центральний район Сочі
Центральний район — один з чотирьох внутрішньоміських районів міста Сочі, розташованого в Краснодарському краї Росії.

## Географія

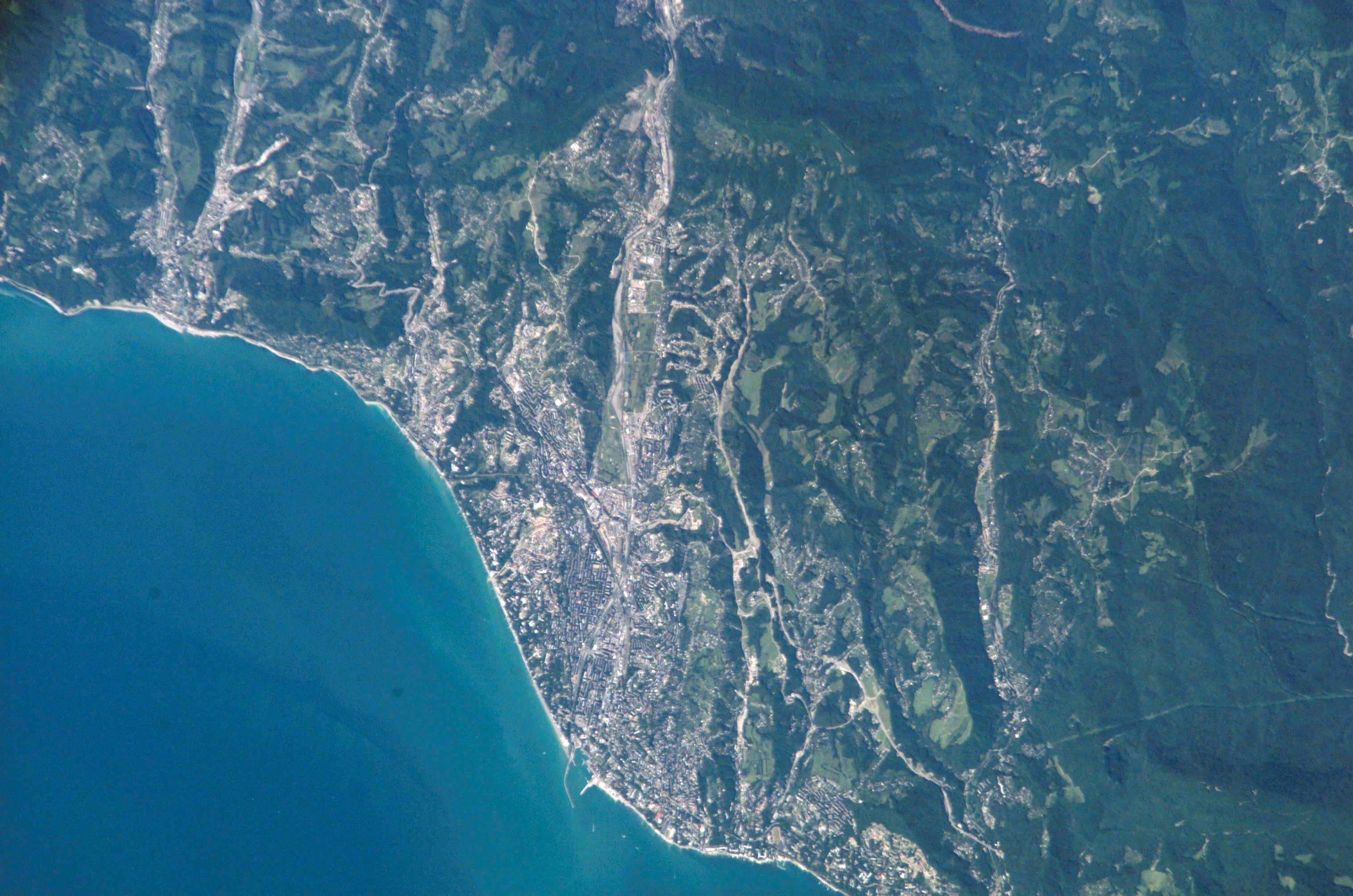
Центральний район з космосу

Район розташований між Мамайським перевалом і річкою Верещагинка. Являє собою безпосередньо сам історичний Сочі, за винятком Південної частини старого міста (Верещагинська Сторона), що відноситься до Хостінскому району. Межує з Хостинським і Лазаревським районами. Особливість району в тому, що він не має у своєму підпорядкуванні земель за межами міської межі. Територія — 30,37 км².

## Історія
Центральний район був утворений 10 лютого 1961 року, як історична частина міста, у зв'язку з розширенням міської межі Сочі і приєднання до нього Адлерського і Лазаревського районів.

## Населення
| 1959    | 1970    | 1979    | 1989    | 2002    | 2009    |
| 81 912  | 100 011 | 121 300 | 137 968 | 133 935 | 134 227 |
| 2010    | 2012    | 2013    | 2014    | 2015    | 2016    |
| 137 677 | 142 659 | 145 694 | 151 765 | 146 460 | 152 597 |
| 2017    | 2018    | 2019    |         |         |         |
| 158 748 | 166 059 | 175 917 |         |         |         |

У 1959 році сучасний Центральний район м. Сочі відповідав власне місту Сочі з 81 912 жителями без Хостинського району (з ним Сочинська міськрада всього населяло 95 234 міських жителя в 1959 році).

## Склад району

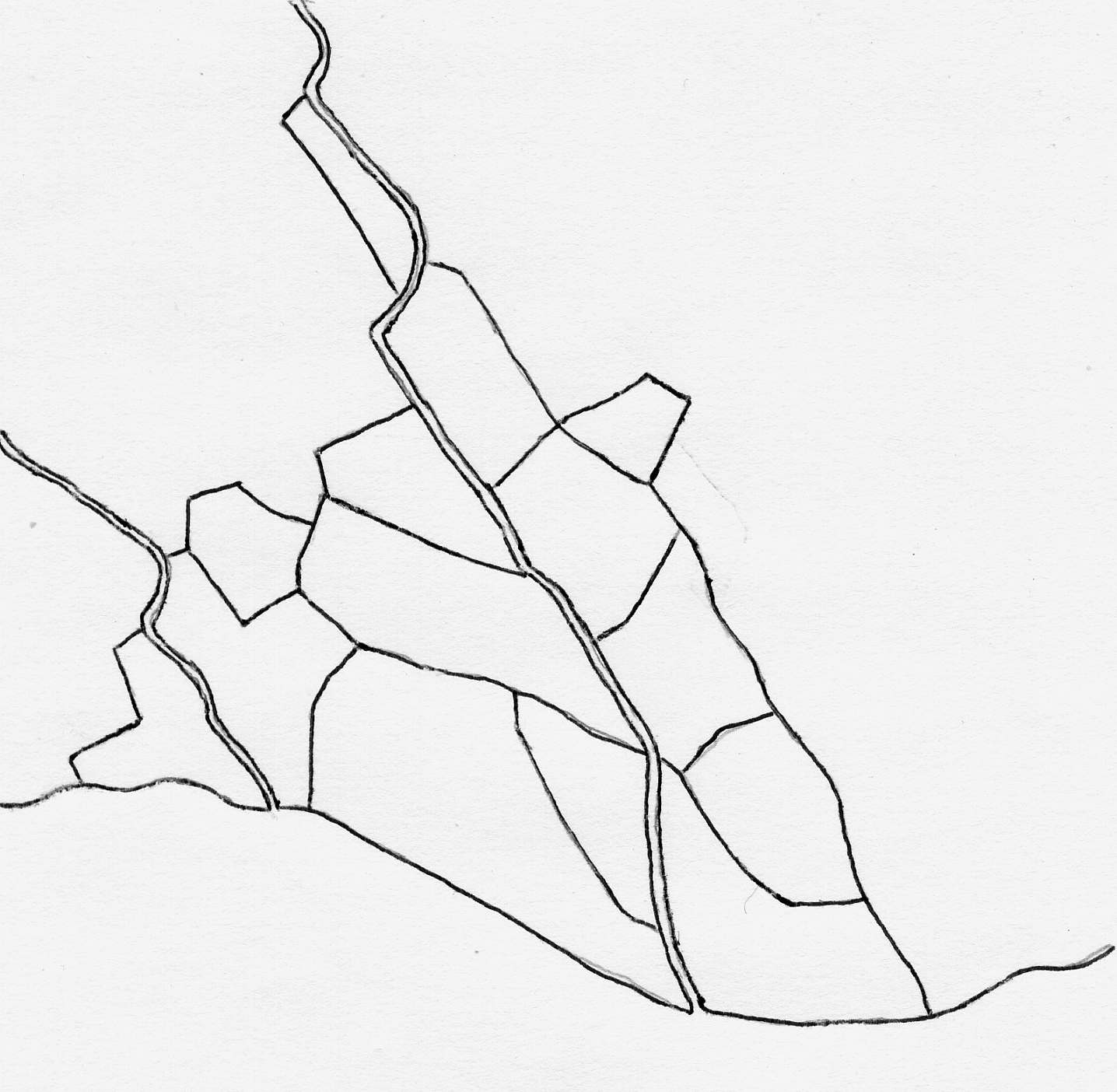
Мікрорайони у складі Центрального району

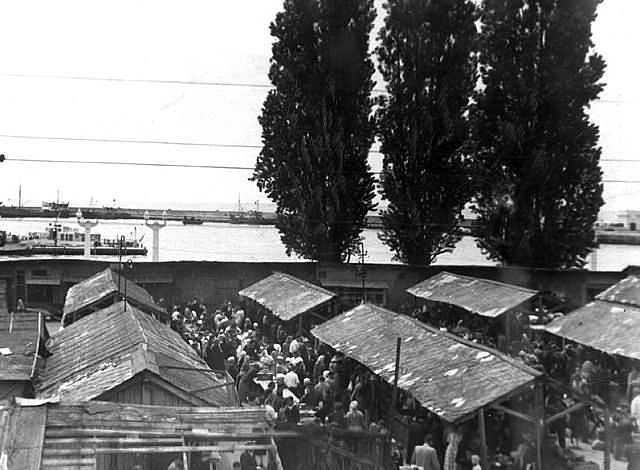
Новий базар в Сочі. 1930-е

До складу району входять 12 мікрорайонів:
- Лікарняне Містечко
- Верхня Мамайка
- Вишневий
- Гагаріна
- Донський
- Завокзальний
- Зарічний
- Мамайка
- Новий Сочі
- Пасічний
- Послуга
- Центральний

## Інфраструктура

### Транспорт
- Сочі (станція)
- Сочинський морський торговельний порт

### Торгові центри
- Моремолл
- Торгова галерея
- ТРЦ " Олімп"

### Найбільші центри охорони здоров'я
- Міська лікарня № 4

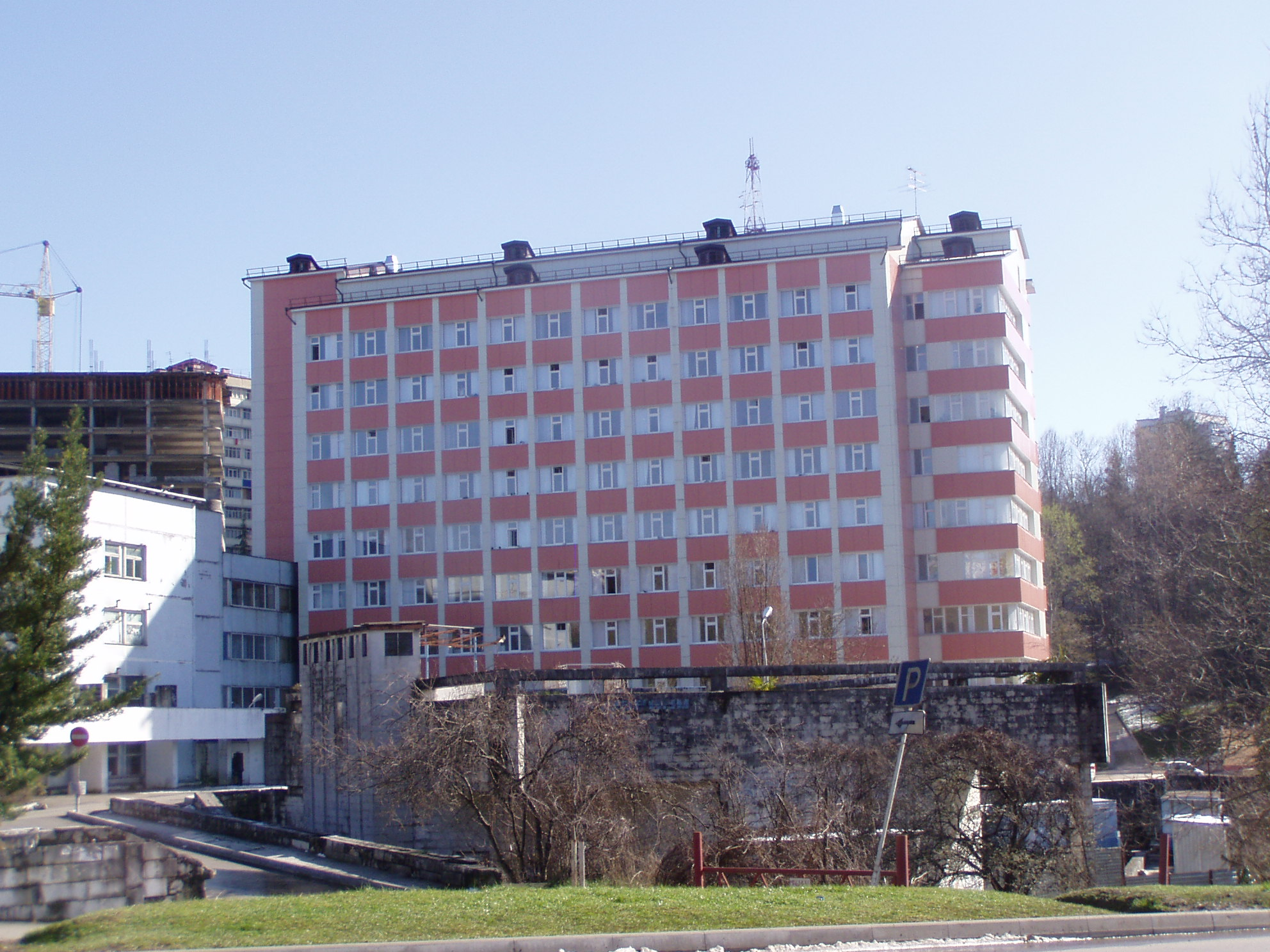
Кардіологічне відділення міської лікарні № 4

- Сочинський шкірно-венерологічний диспансер
- Протитуберкульозний диспансер № 1
- Сочинський наркологічний диспансер
- Сочинський онкологічний диспансер
- Центр охорони материнства і дитинства міста Сочі

### ВНЗ
- Сочинський державний університет
- Російський міжнародний олімпійський університет
- Чорноморська гуманітарна академія
- Сочинський морський інститут
- Інститут моди, бізнесу і права (Сочі)
- Російський державний соціальний університет (філія)
- Всеросійський державний університет юстиції (філія)

## Готельний бізнес
- Марінс Парк Готель
- Готель «Москва»
- Hyatt Regency Sochi
- Hotel Pullman Sochi Centre
- Mercure Сочі Центр

## Голови району
- Савін Іван Леонідович
- Павленко Сергій Володимирович
- Терещенко Андрій Вікторович

## Міста-побратими
- Несебир (Болгарія, с 19?? года)